# Má Lé
Má Lé (còn được viết là Ma Lé) là một xã thuộc huyện Đồng Văn, tỉnh Hà Giang, Việt Nam.

## Địa lý
Xã Má Lé nằm ở phía bắc huyện Đồng Văn, cách trung tâm 12 km về phía đông, có vị trí địa lý:
- Phía đông, nam giáp xã Đồng Văn và các xã Lũng Táo, Thài Phìn Tủng
- Phía tây giáp Trung Quốc với đường biên giới 10,9 km
- Phía bắc giáp xã Lũng Cú.

Xã Má Lé có diện tích 42,47 km², dân số năm 2019 là 2.829 người mật độ dân số đạt 103 người/km².

## Hành chính
Xã Má Lé được chia thành 12 thôn: Bản Thùng, Khai Hoang, Lèng Sảng, Má Lầu A, Má Lầu B, Má Lé, Má Lủng A, Má Lủng B, Má Xí A, Má Xí B, Ngài Trố, Tắc Tằng.

## Lịch sử
Ngày 5 tháng 7 năm 1961, Hội đồng Chính phủ ban hành Quyết định số 91-CP về việc thành lập xã Má Lé trên cơ sở một phần diện tích và dân số của xã Đồng Văn.